# Comborhiza
Comborhiza Anderb. & K. Bremer – rodzaj roślin z rodziny astrowatych (Asteraceae). Obejmuje 2 gatunki, występujące naturalnie w Afryce Południowej.

## Systematyka
Pozycja według APweb (aktualizowany system APG III z 2009)
Jeden z rodzajów plemienia Gnaphalieae z podrodziny Asteroideae w obrębie rodziny astrowatych (Asteraceae) z rzędu astrowców (Asterales) należącego do dwuliściennych właściwych.
Wykaz gatunków
- Comborhiza longipes (K.Bremer) Anderb. & K.Bremer
- Comborhiza virgata (N.E.Br.) Anderb. & K.Bremer